# Владимир Стевановић (биолог)
Владимир Стевановић (Београд, 4. децембар 1947 — Београд, 19. март 2024) био је српски биолог, универзитетски професор и академик. До краја живота Стевановић је био професор у пензији Биолошког факултета Универзитета у Београду и редовни члан САНУ. Поред биологије, бавио се ботаником, екологијом и биогеографијом.

## Биографија
Владимир Стевановић рођен је у војничкој породици. Љубав према биологији, почевши са орнитологијом, показао је од малих ногу.
Завршио је основне студије биологије на Природно-математичком факултету Универзитета у Београду, 1972. године. Након тога 1973. године је служио војску у Горњем Милановцу, да би се затим вратио на факултет. У то време нису постојале магистарске студије, већ се запослио као асистент 1974. године. Звање доктора биолошких наука из области екологије биљака је стекао 1986. године.
Као редовни професор, до ког је звања постепено напредовао, предавао је низ предмета везаних за биогеографију.
Пронашао је и описао 10 нових врста балканске флоре.
Објавио је око 150 стручних радова, укључујући и монографију Биодиверзитет Југославије са прегледом врста од међународног значаја, заједно са Војиславом Васићем, директором Природњачког музеја 1995. године.
За себе је говорио да није „ригидни заступник заштите природе већ присталица умерености и одрживости”.

## Чланство
Био је члан је Српског биолошког друштва, председник Друштва еколога Србије, а пре тога члан Друштва биосистематичара Југославије, као и удружења OPTIMA и INTECOL. За дописног члана САНУ је изабран 2. новембра 2006. године, а за редовног члана шест година касније, 1. новембра 2012. године. До краја живота је вршио функцију секретара Одељења хемијских и биолошких наука.
Био је представник САНУ у Националном комитету МАВ при Министарству спољних послова.

## Лични живот
Био је ожењен Бранком Стевановић, такође биологичарком на истој катедри. Иза себе је оставио двоје деце.

## Одабрана дела
- Silene Ruperstriis L. нова врста за флору Балканског полуострва, 1978.[6]
- Црвена књига флоре, 1999.[7]
- Book of Abstracts, 2019.[8]